# Ocypus ormayi
Ocypus ormayi – gatunek chrząszcza z rodziny kusakowatych i podrodziny kusaków. Zamieszkuje góry w środkowej części Europy.

## Taksonomia
Takson ten opisany został po raz pierwszy w 1887 roku przez Edmunda Reittera jako Staphylinus macrocephalus var. ormayi. Jako miejsce typowe wskazano Transylwanię.

## Morfologia
Chrząszcz o wydłużonym ciele długości od 15 do 18 mm. Głowa jest czworokątna w zarysie, czarna ze silnym połyskiem brązowym. W widoku grzbietowym skronie są znacznie dłuższe od oczu. Czułki są jasnobrunatne z ciemniejszymi nasadami i mają człon przedostatni tak długi jak szeroki. Żuwaczki są stosunkowo krótkie i uzębione. Barwa głaszczków jest jasnobrunatna. Głaszczki wargowe mają człon ostatni pośrodku najszerszy i tam nieco szerszy niż przedostatni. Przedplecze jest czarne z wyraźnym połyskiem brązowym, węższe od głowy, tak długie jak szerokie, pokryte punktami rozstawionymi na odległości trochę mniejsze niż ich średnice do większych od ich średnic. Pokrywy są brunatne, o krawędziach bocznych krótszych niż przedplecze. Odnóża są jasnobrunatne. Przednia ich para ma na goleniach co najwyżej drobne kolce. Odwłok jest smolistobrunatny z rozjaśnionymi tylnymi krawędziami tergitów. Piąty tergit cechuje się brakiem błoniastej obwódki tylnego brzegu, a szósty znacznie rzadszym owłosieniem i punktowaniem niż poprzednie.

## Ekologia i występowanie
Owad górski, bardzo rzadko spotykany, stenotopowy, wilgociolubny, zasiedlający piętro subalpejskie i alpejskie.
Gatunek palearktyczny, europejski, znany z Polski, Słowacji, Rumunii i Serbii. Paleoendemit wschodniokarpacki. W Polsce zaobserwowany jednokrotnie – w Bieszczadach na połoninie między Szerokim Wierchem a Krzemieniem.